# Capo di Buona Speranza
Il capo di Buona Speranza (in afrikaans Kaap die Goeie Hoop, in inglese Cape of Good Hope, in portoghese: Cabo da Boa Esperança) è l'estremità meridionale della penisola del Capo, in Sudafrica. Tradizionalmente, ma erroneamente, viene considerato come il punto più a sud del continente africano e come punto di separazione tra l'oceano Atlantico e l'oceano Indiano; in realtà, il primato spetta a capo Agulhas.

## Storia

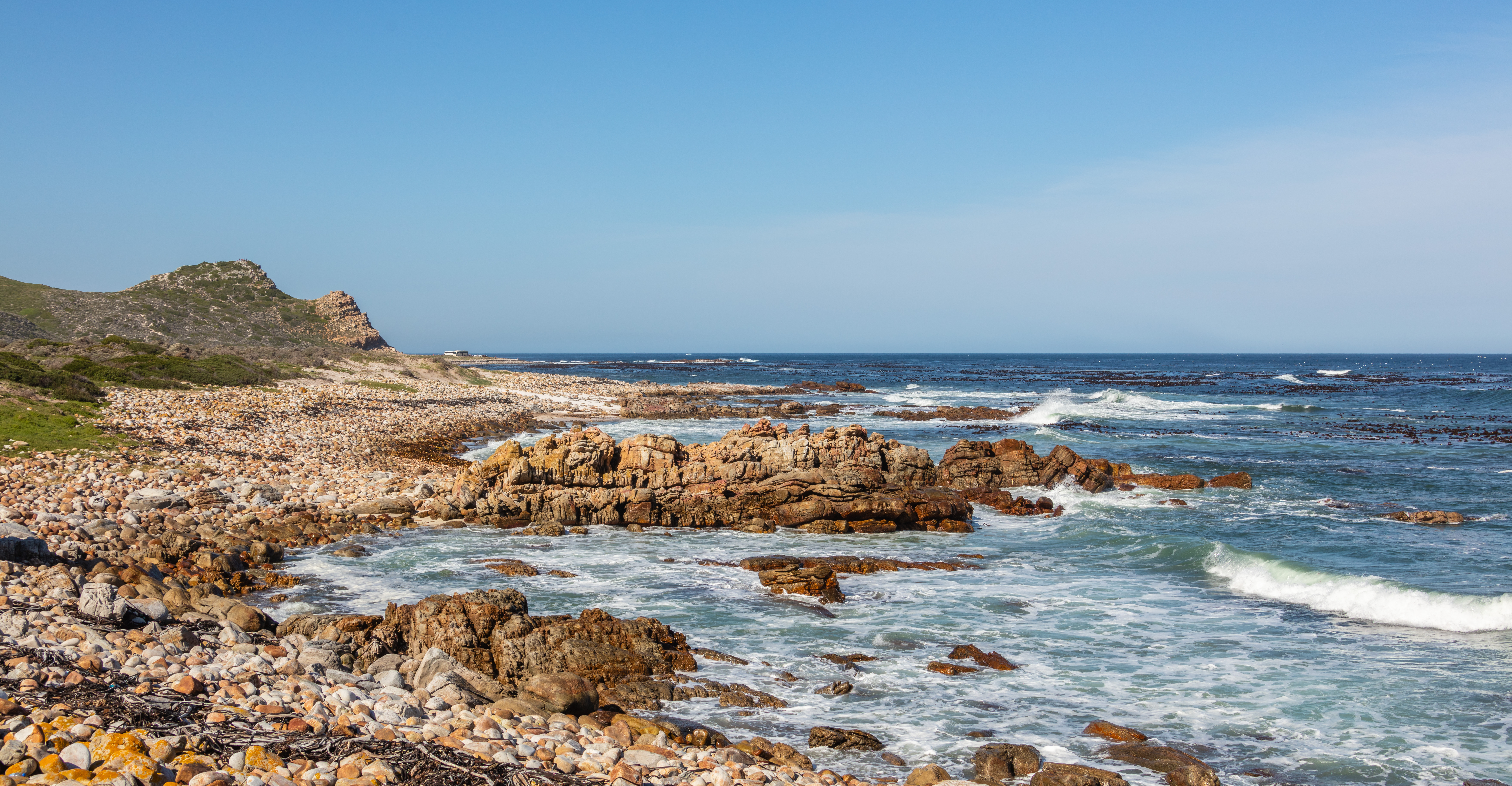
Costa del Capo di Buona Speranza

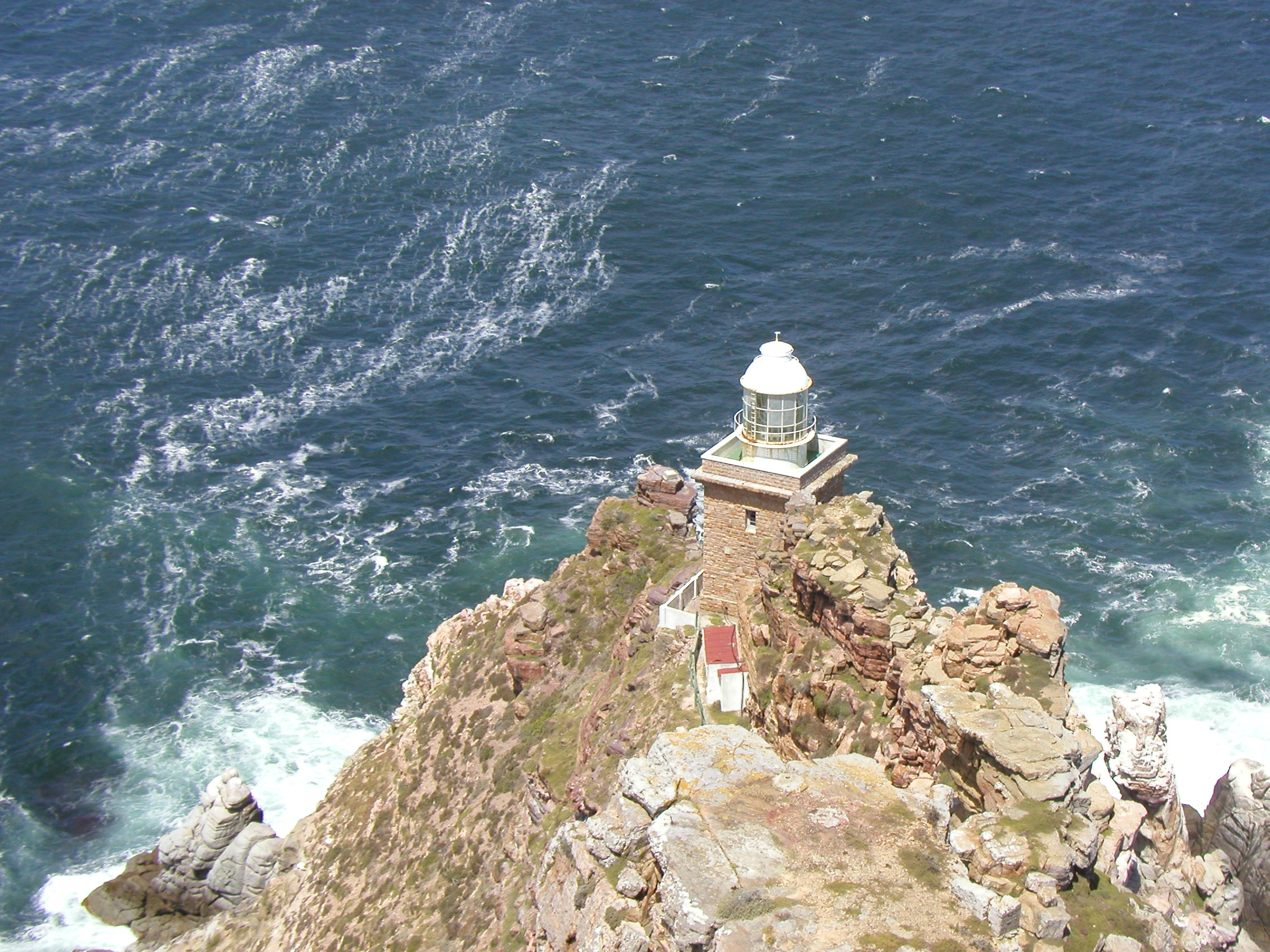
Il faro di Cape Point

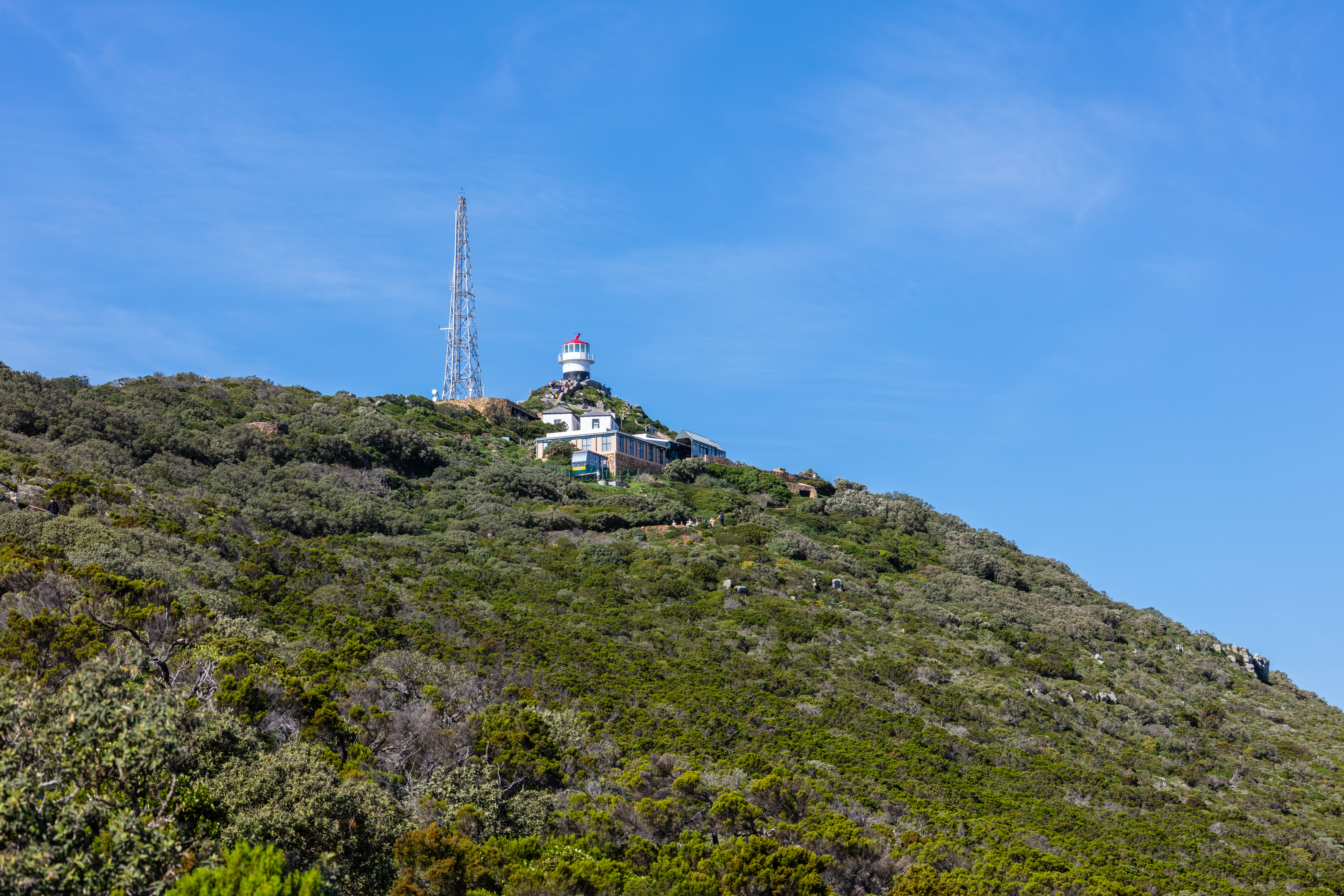
Faro vecchio

Il Capo di Buona Speranza fu raggiunto per la prima volta dal navigatore portoghese Bartolomeo Diaz nel 1487 che lo chiamò Capo delle tempeste, ma fu Vasco da Gama, nel 1497, a portare a termine per la prima volta il tragitto verso le Indie, rinominando il capo con l'odierno nome. Della sua missione parlano anche I Lusiadi, il poema epico di Luís de Camões del 1572, in cui il viaggio dell'esploratore portoghese viene reinterpretato con riferimenti alla mitologia greca e romana. Nel poema, il Capo diventa Adamastore, un gigante trasformato in roccia come punizione per il suo amore per Teti, la più bella delle Nereidi, di cui si era innamorato anche Peleo.
Il Capo di Buona Speranza fu sempre un luogo dal forte significato "simbolico", un vero finis terrae, reso ancora più suggestivo dalla violenza delle sue acque. Presso il Capo, secondo la leggenda del XVII secolo, navigava eternamente il leggendario Olandese volante, che aveva giurato che avrebbe doppiato il Capo anche a costo di navigare in eterno: destino riservatogli, essendo affondato prima di superare il promontorio.

## Descrizione
La regione attorno al capo è una riserva naturale chiamata Cape of Good Hope Nature Reserve, costituita da circa 7700 ettari lungo 40 km di costa. Creata nel 1938, la riserva ospita numerose specie di uccelli, in particolare struzzi, antilopi, gnu, facoceri e babbuini; il tipo predominante di flora è il tipico fynbos della zona del capo.
Il capo di Buona Speranza è costituito essenzialmente da una spiaggia di ciottoli. Poco più a nordest si trova il punto più elevato di Cape Point, raggiungibile in funicolare (dal nome simbolico di Flying Dutchman, ovvero Olandese volante, il mitico vascello fantasma che solcava i mari settecenteschi e ottocenteschi senza meta), che svolge il ruolo di "luogo simbolo" e attrazione turistica "facendo le veci" del vero e proprio capo, meno appariscente. A Cape Point c'è un grande ristorante panoramico, il Two Oceans Restaurant, e due fari. Il faro più antico fu attivo dal 1860 al 1919 ma, a causa della sua posizione eccessivamente elevata, risultò spesso inefficace a causa della nebbia non infrequente della zona. Tutta la zona del capo di Buona Speranza e di Cape Point è abitata da grandi comunità di babbuini.
Al "capo" si riferiscono numerosi toponimi della zona. Talvolta l'espressione "capo di Buona Speranza" viene utilizzata per riferirsi all'intera penisola del Capo, o alla Colonia del Capo, o all'interna provincia del Capo (oggi suddivisa in provincia del Capo Occidentale, provincia del Capo Orientale e provincia del Capo Settentrionale).